# Jakimovo
Jakimovo (in bulgaro Якимово?) è un comune bulgaro situato nella Regione di Montana di 5 018 abitanti (dati 2009). La sede comunale è nella località omonima

## Località
Il comune è formato dall'insieme delle seguenti località:
- Dălgodelci
- Dolno Cerovene
- Jakimovo (sede comunale)
- Komoštica